# Cyrtandromoea
Cyrtandromoea, maleni biljni rod iz porodice Phrymaceae raširen po tropskoj Aziji. Prethodno je bio uključivan u gesnerijevke, odakle je Burtt (1965) prenio u Scrophulariaceae. Molekularni podaci Smitha et al. (1997) sugeriraju položaj u Gesneriaceae, ali to treba potvrditi. Osim morfoloških obilježja, i prisutnost iridoisa (nepoznata kod Gesneriaceae) ide u prilog položaju strupnikovki ili skrofularijevki. Trenutno je uključen u vlastiti tribus porodice Phrymaceae. Sastoji se od 13 vrsta u tropskoj Aziji

## Etimologija
Latinsko imde roda sastavljeno je od generičkog naziva Cyrtandra i grčkog όμοιος, homoios = sličan, budući da su biljke slične Cyrtandri po navici i drugim karakteristikama.

## Opis
Grmovi i polugrmovi. 

## Vrste
1. Cyrtandromoea angustifolia (Miq.) C.B.Clarke
2. Cyrtandromoea decurrens (Blume) Zoll.
3. Cyrtandromoea dispar C.B.Clarke
4. Cyrtandromoea grandiflora C.B.Clarke
5. Cyrtandromoea grandis Ridl.
6. Cyrtandromoea megaphylla Hemsl.
7. Cyrtandromoea miqueliana C.B.Clarke
8. Cyrtandromoea nicobarica N.P.Balakr.
9. Cyrtandromoea pterocaulis D.D.Tao, X.D.Li & X.Yang
10. Cyrtandromoea subintegra C.B.Clarke
11. Cyrtandromoea subsessilis (Miq.) B.L.Burtt
12. Cyrtandromoea sudhansui Chowlu, A.Shenoy & Nuraliev; otkrivena 2024
13. Cyrtandromoea sumatrana Ridl.

## Sinonimi
- Busea Miq.; Fl. Ned. Ind. 2: 732 (1856)

## Vanjske poveznice
- New plant species discovered in Arunachal